# シストイソスポーラ
シストイソスポーラはアピコンプレックス門に属する寄生性原生生物。コクシジウムの1つで、哺乳類に対して下痢を引き起こす病原体である。分類学上はシストイソスポーラ属(Cystoisospora)とする。歴史的経緯により「イソスポーラ」と呼ばれることが多いが、イソスポーラとは似て非なる生物である。

## 形態
成熟オーシスト内にはスポロシスト2つが生じ、その内部に4つのスポロゾイトが生じるが、スチーダ小体は存在しない。一方、組織中に生じるシストには虫体が単独で存在している。

## 生態
通常は小腸の上皮細胞に感染して無性生殖を行い、何代かの後に生じたオーシストが糞口経路で感染を繰り返す。終宿主以外の動物に摂食された場合には増殖せず、腸間膜をはじめとする様々な組織中で単細胞のシストを形成し終宿主に捕食されるのを待つ。待機宿主中のシストは終宿主にしか感染できない。

## 分類
コクシジウム類の分類は伝統的にオーシストの形態に依存しており、スポロシスト2つの中にそれぞれ4つのスポロゾイトが生じるものはイソスポーラ属とされてきた。しかし、哺乳動物から見出されるイソスポーラは肉胞子虫のように組織中にシストを作ることから、1977年にシストイソスポーラ属に区別することが提唱された。この提案は長らく顧みられなかったが、分子系統解析とそれまでの知見が一致することから受け入れられるようになった。
- 戦争イソスポーラ（ベルイソスポーラ） Cystoisospora belli
- 犬イソスポーラ Cystoisospora canis
- 猫イソスポラ Cystoisospora felis
- オハイオイソスポーラ Cystoisospora ohioensis
- Cystoisospora orlovi
- リボルタイソスポーラ Cystoisospora rivolta
- 豚イソスポーラ Cystoisospora suis
- Cystoisospora timoni